# Torin's Passage
Torin's Passage is een grafische adventure game die ontworpen is door Al Lowe en ontwikkeld en uitgebracht is door Sierra On-Line. Het spel is een gezinsvriendelijk spel door Lowe, die bekend is als ontwerper van de volwassen-georiënteerde Leisure Suit Larry games-serie.

## Gameplay
Torin's Passage maakt gebruik van een point-and-click-interface. Het plaatsen van de cursor over bepaalde "hot spots" in de omgeving stelt de speler in staat om Torin te bewegen, dingen te onderzoeken en items op te pakken. Er is ook een inventarissysteem dat gebruikt wordt om de items die Torin in de loop van het spel verzamelt, te openen. De speler kan tevens overschakelen naar Boogle, hoewel hij vooral wordt gebruikt om in verschillende items te veranderen. De voorwerpen waarin hij kan veranderen nemen de plaats in van de items uit Torins inventaris.

## Verhaal
De hoofdpersoon van het spel is Torin, de zoon van een boerenfamilie op de planeet van Strata. Een kwade tovenares genaamd Lycentia vangt zijn familie met een magische spreuk, en hij begint aan een zoektocht om haar te vinden en om zo zijn ouders te bevrijden. Hij reist hij naar het "Land Below", naar werelden onder de oppervlakte van de planeet, via kolossale kristallen kolommen genoemd phenocrysts. Deze phenocrysts leveren levengevend zonlicht naar de lagere werelden. Hij wordt geholpen door een paars kat-achtig schepsel genaamd Boogle, die in staat is om zichzelf te veranderen in een verscheidenheid van vormen.